# Waan
Een waan is een ziekelijk denkbeeld dat niet berust op een concrete waarneming of gebeurtenis, maar waarvan men wel stellig overtuigd is. De persoon met de waan is hier niet af te brengen met logisch redeneren, en de betrokkene beschouwt de waan als werkelijkheid.
Een waan kan een symptoom zijn van verschillende ziektebeelden in het schizofreniespectrum of bij andere psychotische stoornissen, of bijvoorbeeld veroorzaakt worden door de lichamelijke effecten van een middel of een somatische aandoening. Er wordt pas gesproken over een waanstoornis als de waan het meest op de voorgrond tredende symptoom is, waarbij tevens andere voor deze stoornis kenmerkende symptomen door de psychiater worden onderzocht.

## Waan vs hallucinatie
Een waan is het beste te omschrijven als een afgeschermde, niet te falsificeren overtuiging waarmee de persoon zich emotioneel verbonden voelt, en die door de meeste anderen ongeloofwaardig geacht wordt. Voor een dimensie als 'overtuiging' lijkt er een soepele overgang te bestaan van gewone ideeën naar gestoorde realiteitstoetsing. Wanen verschillen van hallucinaties: bij een waan ziet en hoort iemand precies hetzelfde als iedereen, maar verbindt hier conclusies aan die volstrekt uit de pas lopen met de werkelijkheid of algemeen geaccepteerde opvattingen. Bij een hallucinatie neemt iemand iets waar wat er in werkelijkheid niet is. Een waan komt voort uit het verstoorde denkbeeld, een hallucinatie uit een verstoorde verwerking van informatie van de zintuigen. In beide gevallen is een persoon overtuigd van de werkelijkheid van het denkbeeld of de waarneming. Wanen en hallucinaties kunnen tegelijk voorkomen, maar ook afzonderlijk van elkaar bestaan.

## Bizarre wanen
In grote lijnen zijn wanen inhoudelijk in te delen in 'niet-bizarre wanen' en 'bizarre wanen'. In het geval van niet-bizarre wanen lopen de denkbeelden van de patiënt uit de pas met de werkelijkheid, maar het is wel mogelijk dat de ingebeelde situatie zich voor zou kunnen doen. Iemand kan bijvoorbeeld het waanidee hebben door de politie geschaduwd te worden. Wanen worden als bizar beschouwd als ze duidelijk onaannemelijk en onbegrijpelijk zijn, en niet zijn gestoeld op ervaringen uit het dagelijks leven. Een voorbeeld is een patiënt die denkt dat een onbekende interne organen heeft verwijderd en deze heeft vervangen door die van iemand anders zonder wonden of littekens achter te laten. Bij bepaalde identificatiesyndromen is het soms niet eenvoudig een grens tussen niet-bizar en bizar te vinden.